# 에덴 (2024년 영화)
《에덴》(Eden)은 2024년 제작된 미국의 생존, 스릴러 영화로, 론 하워드가 감독을 맡았다.

## 출연
- 아나 데 아르마스
- 주드 로
- 버네사 커비
- 다니엘 브륄
- 시드니 스위니
- 리처드 록스버그
- 펠릭스 카머러
- 토비 월리스
- 폴 글리슨
- 이냐치오 가스파리니